# Flugplatz Wolf’s Fang

i7
i11
i13
Der Flugplatz Wolf’s Fang (englisch Wolf’s Fang Runway, dt. etwa: Landebahn Wolfsklaue) ist ein Flugplatz in der Antarktis und beherbergt mit seiner 3000 Meter langen und 60 Meter breiten Eispiste die einzige Landebahn für Privatflugzeuge auf dem arktischen Kontinent. Die Entfernung nach Kapstadt beträgt 4224 km, bis zur Neumayer-Station III sind es 623 km.

## Betreiber und Flugziele
Wolf’s Fang wird von der White Desert Ltd mit Hauptsitz in London betrieben und durch diese von Kapstadt aus pro Saison etwa 20 × angeflogen. Vom Flugplatz Wolf’s Fang werden Touristen zunächst zum ca. 130 Kilometer entfernten Flugplatz Nowolasarewskaja weitergeflogen, und anschließend mit 4x4-Fahrzeugen zum Whichaway Camp gebracht.

Am 2. November 2022 landete mit einem Airbus A340-313HGW (Luftfahrzeugkennzeichen 9H-SOL) der Hi Fly Malta aus Kapstadt erstmalig ein Jet dieses Typs auf Wolf’s Fang und damit auch das bisher größte Flugzeug auf arktischem Boden.

## Wolf’s Fang Camp
Das Wolf’s Fang Camp verfügt über sechs beheizte Schlafzimmerzelte für Touristen, die mit en-suite-Badezimmern und Duschräumen ausgestattet sind, sowie ein großes Zelt mit Lounge und Essbereich.